# Scoglio del Godano
Lo scoglio del Godano è un'isola dell'Italia, in Calabria.